# Списък на европейски изследователи на Африка
Ранните европейски изследователи обикновено пътуват с групи от африкански търговци. Някои изследователи като Дейвид Ливингстън са способни учени, мотивирани от религиозните си убеждения и отвратени от търговията с роби.
По-късните, като Стенли, са по-експлоататорски настроени и походите им приличат на военни мисии.
| Име                         | Живял (от -до)              |
| --------------------------- | --------------------------- |
| * Джеймс Брус -             | (14.12.1730 – 27.4.1794)    |
| * Уилям Джордж Браун        | (25.7.1768 – 1813)          |
| * Мънго Парк                | (11.7.1771 – 1806)          |
| * Фридрих Конрад Хорнеман   | (15.9.1772 – 9.2.1801)      |
| * Йохан Лудвиг Буркхард     | (24.11.1784 – 15.10.1817)   |
| * Гаспар Теодор Молиен      | (29.8.1796 – 28.6.1872)     |
| * Хю Клапертън -            | (18.5.1788 – 13.4.1827)     |
| * Ричард Лемон Лендър       | (8.2.1804 – 6.2.1834)       |
| * Рене Огюст Кайе           | (19.11.1799 – 17.5.1838)    |
| * Джон Хенинг Спик          | (4.5.1827 – 15.9.1864)      |
| * Ричард Френсис Бъртън     | (19.3.1821 – 19.10.1890)    |
| * Густав Нахтигал           | (23.2.1834 – 20.4.1885)     |
| * Дейвид Ливингстън         | (19.3.1813 – 1.5.1873)      |
| * Хенри Мортън Стенли       | (28.1.1841 – 10.5.1905)     |
| * Пиер Саворнян дьо Браза   | (26.1.1852 – 14.9.1905)     |
| * Херман Вилхелм фон Висман | (4.9.1853 – 15.6.1905)      |
| * Джеймс Фаулър             |                             |
| * Пиер Монтегар             | (1 март 1831 – 19 юли 1862) |